# جزيرة تيونوم
جزيرة تيونوم وهي جزيرة من جزر إندونيسيا، وتقع في إقليم آتشيه.